# Conrado Pérez
Conrado Pérez Armenteros, né le 21 décembre 1950, est un ancien joueur cubain de basket-ball. 

## Palmarès
- 3e des Jeux olympiques 1972